# Kettering (Ohio)
Kettering è una città degli Stati Uniti d'America, nella contea di Montgomery, nello Stato dell'Ohio.
È il più grande sobborgo di Dayton, fondata sul sito della preesistente township di Van Buren nel 1955 e dedicata al grande inventore Charles F. Kettering.